# (34046) 2000 OQ34
2000 OQ34 (asteroide 34046) é um asteroide da cintura principal. Possui uma excentricidade de 0.05586380 e uma inclinação de 10.11678º.
Este asteroide foi descoberto no dia 30 de julho de 2000 por LINEAR em Socorro.